# La Poveda (metropolitana di Madrid)
La Poveda è una stazione della Metropolitana di Madrid della linea 9.
Si trova nella zona nord del comune di Arganda del Rey, nel quartiere La Poveda.
Si trova in superficie come la stazione precedente (Rivas Vaciamadrid).

## Storia
La stazione è stata inaugurata il 7 aprile 1999, insieme al prolungamento della linea da Puerta de Arganda ad Arganda del Rey.

## Accessi
Vestibolo La Poveda
- Ctra. Campo Real Carretera de Campo Real (M-300), km. 2